# Batalla de Atlixco (1862)
La batalla de Atlixco tuvo lugar el 4 de mayo de 1862 en las inmediaciones de la Hacienda de las Traperas en Atlixco en el estado de Puebla, México, entre elementos del ejército mexicano de la república, al mando del general Tomás O'Horan, contra las tropas al servicio del Segundo Imperio Mexicano comandadas por el general Leonardo Márquez y compuesta de soldados conservadores mexicanos en apoyo de envío de refuerzos para llevar a cabo la Batalla de Puebla, durante la Segunda Intervención Francesa en México.
Esta batalla culminó con una victoria republicana por parte de O'Horán y debido a esto, el grupo conservador de Márquez no pudo lograr su objetivo de auxiliar a las tropas francesas del Conde de Lorencez en la batalla de Puebla.

A diferencia de lo que la gente piensa, el grupo por parte de los Liberales que ganó en Atlixco nunca fue dirigido por Antonio Carbajal, llegando a la victoria por el General Tomás O'Horán y Escudero.

## Antecedentes
El día 3 de mayo de 1862, el general Zaragoza llegó a la ciudad de Puebla, obteniendo entonces conocimiento de que el día anterior habían arribado a esa población los generales Francisco Lamadrid y Antonio Álvarez, ambos pertenecientes a la gran unidad bajo sus órdenes, con las brigadas de sus mandos respectivos (unos 1,700 hombres en total). Zaragoza los había destacado unos días antes hacia los pueblos de Acatlán y Tepeji de la Seda (como 120 kilómetros al sureste de Orizaba), para que interceptaran el posible paso hacia Orizaba de la partida reaccionaria que encabezaba el general Leonardo Márquez , de quien se tenían informes en el sentido de que se había internado a territorio poblano por el rumbo de Chietla y trataba de unirse a los franceses.  Asimismo, supo también que el mismo día 2 de mayo, por la tarde, había llegado a Puebla el general graduado coronel Tomás O'Horán, con una división formada como por 1,500 hombres de infantería, caballería y artillería, que el gobierno general le enviaba como refuerzo. Estas tropas, desde fines del mes de marzo anterior, habían andado persiguiendo al general Márquez , por los valles de Cuernavaca y Cuantía ; el día 23 de abril, hallándose en el pueblo de Ozumba, el general O'Horán había informado al Ministerio de la Guerra que aquel general y su partida se habían dirigido hacia el pueblo de Chietla. 

Posteriormente, el citado jefe republicano recibió la orden de incorporarse con su fuerza al Cuerpo de Ejército de Oriente, por lo que aquel día 2 de mayo arribó a la Angelópolis, posiblemente después de seguir el camino que pasa por entre el Popocatépetl y el Iztaccíhuatl, y por los poblados de San Nicolás de los Ranchos y Cholula . Con toda esta información, el general Zaragoza tuvo la seguridad de que el general Márquez no había logrado aún reunirse a los invasores, puesto que se hallaba por el rumbo de Izúcar de Matamoros con solo unos 1,500 jinetes ya que se le había separado el general Juan Vicario con cerca de 500 al abandonar el valle de Cuernavaca. Sabía, además, que el ejército expedicionario francés que venía tras de él contaba como con 5,500 hombres. Decidió entonces enviar hacia Atlixco al general O'Horán con buena parte de su fuerza, para que impidiera el avance hacia Puebla a la partida reaccionaria del general Márquez . Con su ejército, que ascendía ya a unos 5,500 individuos de tropa, se aprestó a librarle al invasor una batalla campal al amparo de los muros de la capital poblana. En Puebla quedó el batallón "Reforma " perteneciente a la división de O'Horán, incorporado a la brigada del general Lamadrid.

## Cronología
En la mañana del 4 de mayo de 1862, el general O'Horán partió de la cd. de Puebla rumbo a Atlixco, llevando consigo unos 850 individuos de tropa. Hacia las 9 de aquella mañana, arribaron al pueblo de Cholula y después de almorzar allí, reemprendieron su movimiento sobre Atlixco, siguiendo el camino real existente en aquel tiempo, pasando por el pueblo de San Gregorio Azompa y por los ranchos de Santa Ana Acozautla de los Molinos.
A las 11 de la mañana,  se encontraron con unos 500 jinetes reaccionarios que el general Márquez había destacado hacia Cholula. Se cambiaron algunos tiros entre ambos adversarios y, después que los republicanos se desplegaron para atacar a sus enemigos, estos emprendieron la retirada para el pueblo de Atlixco, en donde se encontraba el grueso de su fuerza. Durante su marcha fueron perseguidos por los jinetes del general Carbajal, a los que personalmente dirigió el general O'Horán.

Pocas horas después, al llegar al puente cercano al rancho de los Molinos, en donde el camino cruzaba la profunda barranca de márgenes abruptas en cuyo fondo corre el río Alseseca (unos 7 km al noreste de Atlixco), los reaccionarios se establecieron en él y trataron de disputar el paso a los republicanos; estos nuevamente se desplegaron, desbordaron la posición enemiga y forzaron el paso del puente a los gritos victoriosos de "Viva México" y "Mueran los traidores", obligando a sus enemigos a emprender la retirada hasta el pueblo de Atlixco, en cuyos aledaños el general Márquez todavía presentó alguna resistencia. Fue obligado finalmente a retirarse para el rumbo de Izúcar con toda su fuerza, dejando abandonadas en Atlixco unas piezas de artillería y otros pertrechos.
Hacia las 6 de la tarde de ese mismo día, después de una larga jornada, la tropa republicana ocupó el pueblo de Atlixco y el general O'Horán rindió el parte correspondiente, tanto al general Zaragoza, como al general Santiago Tapia, gobernador y comandante militar de Puebla.